# لعبة دي نيرو
لعبة دي نيرو هي الرواية الأولى للكاتب اللبناني الكندي راوي الحاج، نُشرت سنة 2006، وتُرجمت إلى أكثر من 20 لغة حية، تدور أحداثها في بيروت زمن الحرب الأهلية اللبنانية. رُشحت لجوائز كندية وعالمية، ونالت عدداً من الجوائز. وتُرجمت إلى اللغة العربية في عام 2008 تحت اسم «مصائر الغبار» طبعة شركة المطبوعات للتوزيع والنشر. كما تُرجمت إلى الفرنسية بعنوان «رائحة الغبار»، وحصلت على جائزة أفضل رواية مترجمة إلى الفرنسية.

## قصة الرواية
يبدأ الحاج روايته بعبارة: «عشرة آلاف قذيفة تساقطت وأنا أنتظر جورج». يهتم رواي الحاج بتفاصيل الحرب الأهلية اللبنانية، خاصةً بيروت المقسّمة بين شرقيّة وغربيّة، والميليشيات وآليّة عملها، ويحكي حاج قصّة بسام الذي يعيش يوميات الحرب، في الجانب الشرقي من المدينة، مع صديق طفولته جورج. في وقت يبحث فيه الأول عن مخرج من المدينة التي تحوّلت إلى دوامة موت، يأخذ الثاني درباً مغايراً وينخرط في العمل الميليشيوي. تتتبع الرواية المسارات المختلفة التي يتبعها الاثنان وهما يواجهان الخيار الصعب المتمثل في البقاء في بيروت والانخراط في الجريمة المنظمة، أو مغادرة لبنان وبناء حياة جديدة في بلد آخر.

## الجوائز
فازت الرواية بجائزة «أمباك دبلن» الدولية للأدب لعام 2008 وقيمتها مئة ألف يورو، وتم إدراجها في قائمة الترشيح النهائية لجائزة سكوتيانك جيلر لعام 2006 وجائزة الحاكم العام (بالإنجليزية: Governor General's Award)‏ لعام 2006 عن الخيال الإنجليزي، مما جعلها تأخذ طريقها إلى قائمة أعلى الكتب مبيعاً، وكذلك فازت بجائزة أول كتاب في مقاطعة كيبيك. كما حصلت أيضًا على جائزتين من كيبيك، وهما جائزة هيو ماكلينان للآداب التي يمنحها اتحاد كتّاب كيبك، وجائزة مكاسلان الأولى للكتاب.[8]
تُرجمت الرواية للغة الفرنسية بواسطة صوفي فويلو وفاز بجائزة لي كومبات ديس ليفريس (بالفرنسية: Le Combat des livres)‏ لسنة 2009.
صدرت لها ترجمات عربية عن «الشركة العالمية للكتاب» في بيروت بعنوان «الخيار المؤلم»، ثم طبعة عربية مترجمة في غلاف كرتوني عام 2008 عن شركة «المطبوعات للتوزيع والنشر» بعنوان «مصائر الغبار».